# Roselière de Woolhampton
La roselière de Woolhampton (Woolhampton Reed Bed) est un site d'intérêt scientifique particulier de 5,77 hectares (14,25 acres) situé dans la paroisse civile de Woolhampton, dans le comté anglais du Berkshire. Le site est officiellement classé depuis 1985.
Le site est adjacent à la rivière Kennet et se compose d'une roselière dense avec de petites zones de végétation haute de tourbière minérotrophe et boisée. Il est remarquable pour ses populations de passereaux nicheurs et la diversité des insectes qu'il abrite. On y trouve plusieurs espèces rares, dont la Rousserolle effarvatte (Acrocephalus scirpaceus), une espèce qui, en Grande-Bretagne, niche presque exclusivement à cet endroit.

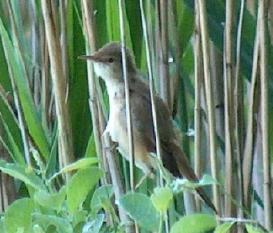
Une rousserolle effarvatte.